# She Done Him Wrong
She Done Him Wrong (titulada en español como Lady Lou, nacida para pecar) es una película cómica y de crimen pre-code estadounidense de 1933 protagonizada por Mae West y Cary Grant. La trama incluye elementos melodramáticos y musicales, con un elenco de apoyo con Owen Moore, Gilbert Roland, Noah Beery, Rochelle Hudson y Louise Beavers. Fue dirigida por Lowell Sherman y producida por William LeBaron. La película es famosa por las muchas bromas y dobles sentidos de West, incluida la más conocida (y frecuentemente erróneamente citada), «Why don't you come up sometime and see me?» («¿Por qué no subes alguna vez y me ves?»).
La película fue adaptada de la exitosa obra de Broadway de 1928 Diamond Lil de Mae West. El Código Hays declaró a la obra prohibida para su reproducción en la gran pantalla y exigió repetidamente cambios para eliminar asociaciones o elementos de la obra, incluidos títulos sugeridos con la palabra «diamante». Finalmente, se permitió la adaptación con la condición de que no se hiciera referencia a la obra en publicidades.
La Venus rubia (con Marlene Dietrich) y Madame Butterfly (con Sylvia Sidney), ambas son anteriores a She Done Him Wrong, pero West siempre afirmó haber descubierto a la actriz que necesitaba para su película en el papel de Grant, afirmando que hasta entonces Grant solo había hecho «algunas pruebas con estrellas».
El guion fue adaptado por Harvey F. Thew y John Bright. La música original fue compuesta por Ralph Rainger, John Leipold y Stephan Pasternacki. Charles Lang fue el responsable de la cinematografía, mientras que el vestuario fue diseñado por Edith Head.

## Sinopsis
La historia se desarrolla en la ciudad de Nueva York en la década de 1890. Una cantante obscena, Lady Lou, trabaja en el bar de Bowery de su jefe y benefactor, Gus Jordan, quien le ha regalado muchos diamantes. Pero Lou es una dama con más amigos hombres de los que nadie podría imaginar.
Lo que no sabe es que Gus se dedica a la prostitución y dirige una red de falsificaciones para ayudar a financiar sus costosos diamantes. Gus trabaja con otros dos asistentes-artistas corruptos, la rusa Rita y el amante de Rita, el afable Sergei Stanieff. Uno de los rivales de Gus y examigo de Lou, llamado Dan Flynn, pasa la mayor parte de la película insinuando a Lou que Gus no está tramando nada bueno, prometiendo cuidarla una vez que Gus esté en la cárcel. Lou lo seduce, insinuando a veces que ella volverá con él, pero eventualmente pierde la paciencia y le dice que la verá encarcelada si ella no se somete a él.
Una misión de la ciudad se encuentra al lado del bar. Su joven director, el capitán Cummings, es en realidad un agente federal encubierto que trabaja para infiltrarse y exponer las actividades ilegales en el bar. Gus no sospecha nada; lo único que le preocupa es que Cummings reformará su bar y ahuyentará a sus clientes.
El exnovio de Lou, Chick Clark, es un criminal despiadado que fue condenado por robo y enviado a prisión por intentar robar diamantes para ella. En su ausencia, se siente atraída por el apuesto joven reformador que canta salmos.
Cuando se le advierte que Chick cree que lo ha traicionado, va a la prisión para intentar tranquilizarlo. Chick se enoja y amenaza con matarla si lo traiciona o dos veces antes de que él salga. Miente y afirma que le ha sido fiel. Chick escapa de la cárcel y la policía lo busca en el bar. Entra en la habitación de Lou y comienza a estrangularla, rompiendo solo porque todavía la ama y no puede lastimarla. Lou lo calma prometiéndole que irá con él cuando termine su próximo número.
Después de que Sergei le da a Lou un prendedor de diamantes que pertenece a Rita, Rita comienza una pelea con Lou, quien accidentalmente la apuñala hasta la muerte. Lou peina tranquilamente el cabello largo de la mujer muerta para ocultar el hecho de que Rita está muerta mientras la policía busca en la habitación a Chick Clark. Tiene a su guardaespaldas Spider, que, al decir que «haría cualquier cosa por ti, Lou», lo manda a deshacerse del cuerpo de Rita. Luego le dice a Spider que lleve a Chick, que se esconde en un callejón, de regreso a su habitación en el piso de arriba. Luego, mientras canta «Frankie y Johnny», le indica en silencio a Dan Flynn que debe ir a su habitación a esperarla, aunque sabe que Chick está allí con una pistola. Chick mata a Dan a tiros y los disparos provocan una redada policial. Cummings muestra su placa y se revela como «El Halcón», un conocido agente federal, mientras arresta a Gus y Sergei. Chick, todavía al acecho en la habitación de Lou, está a punto de matar a Lou por traicionarlo, cuando Cummings también lo detiene.
Cummings luego se lleva a Lou en un carruaje abierto tirado por caballos en lugar de en la carro policial en el que han subido a todos los demás criminales. Él le dice que no pertenece a la cárcel y le quita todos los otros anillos y le pone un anillo de compromiso de diamantes en el dedo anular izquierdo.

## Reparto
- Mae West como Lady Lou;
- Cary Grant como el capitán Cummings;
- Owen Moore como Chick Clark;
- Gilbert Roland como Sergei Stanieff;
- Noah Beery como Gus Jordan;
- David Landau como Dan Flynn;
- Rafaela Ottiano como la rusa Rita;
- Dewey Robinson como Spider Kane;
- Rochelle Hudson como Sally;
- Tammany Young como Chuck Connors;
- Fuzzy Knight como Ragtime Kelly;
- Grace La Rue como Frances Kelly;
- Robert Homans como Doheney;
- Louise Beavers como Pearl (doncella de Lou).

## Recepción

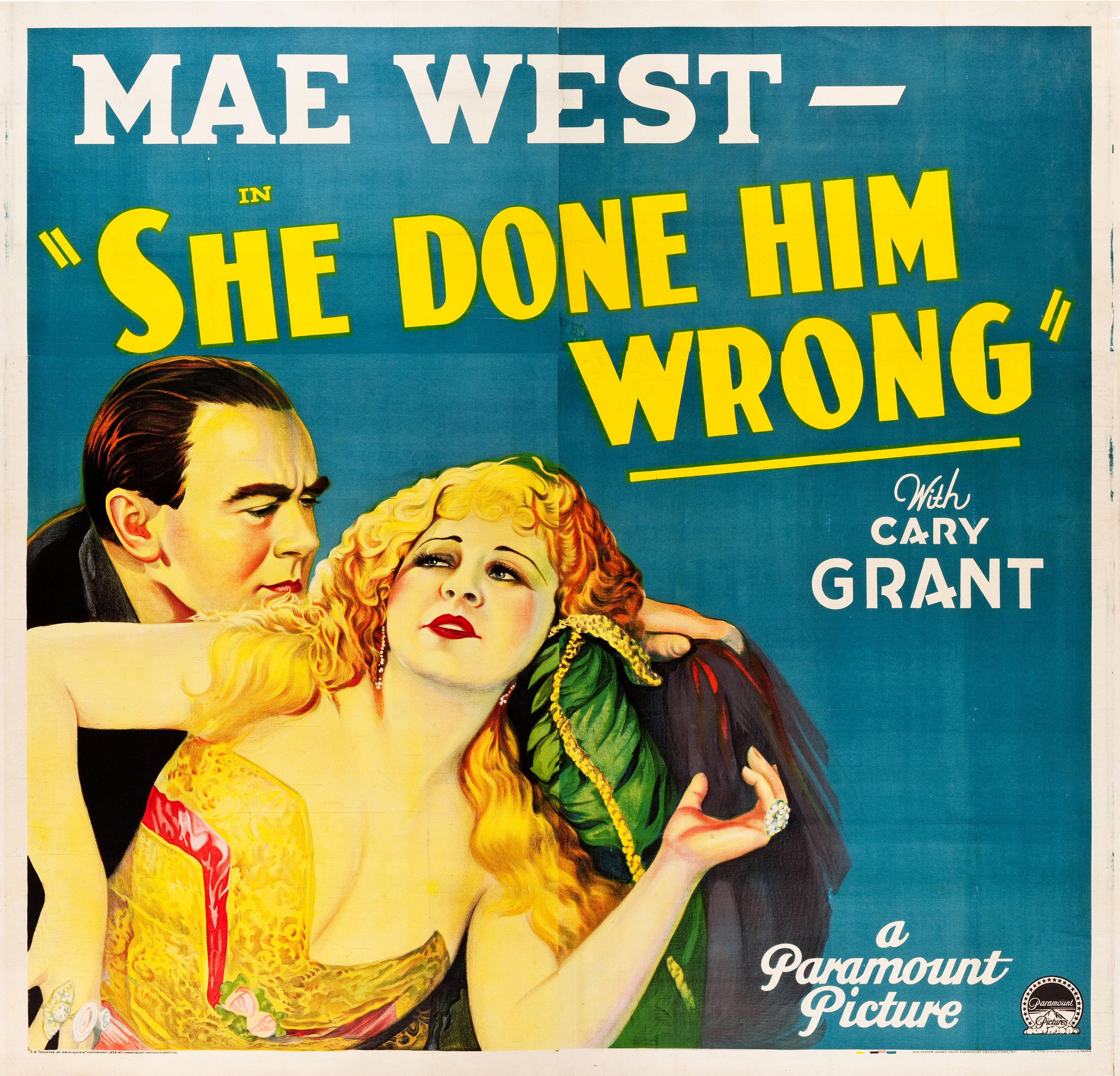
Póster alternativo de estreno en cines con Owen Moore en la imagen.

La película fue un éxito de taquilla, recaudando $2 000 000 a nivel nacional con un presupuesto de $200 000. «Bige» de Variety le dio a She Done Him Wrong una crítica negativa que indicaba que Paramount estaba tratando de llevar a Mae West al estrellato dándole su propia película y la mejor facturación, y que la película no era muy buena sin actores conocidos y una historia entretenida, a pesar de la presencia de los actores extremadamente conocidos Noah Beery y Owen Moore, sin mencionar al prometedor Cary Grant.
She Done Him Wrong fue nominada a un premio Óscar a la mejor producción, ahora conocida como mejor película, en la ceremonia de 1934, donde perdió frente a Cabalgata. Con 66 minutos, es la película más corta que haya recibido este honor.
En 1996, She Done Him Wrong fue seleccionada para su conservación en el Registro Nacional de Películas de los Estados Unidos por la Biblioteca del Congreso por ser «cultural, histórica o estéticamente significativa».
La película es reconocida por la American Film Institute en estas listas:
- 1998: AFI's 100 años... 100 películas – Nominada[5]
- 2000: AFI's 100 años... 100 sonrisas – #75[6]
- 2004: AFI's 100 años... 100 canciones:
  - «Frankie and Johnny» – Nominada[7]
- 2005: AFI's 100 años... 100 frases:
  - Lady Lou: «¿Por qué no subes alguna vez y me ves?» – #26[8]
- 2007: AFI's 100 años... 100 películas (edición 10.º aniversario) – Nominada[9]

## Premios y nominaciones
6.ª edición de los Premios Óscar
| Categoría                | Resultado |
| ------------------------ | --------- |
| Producción sobresaliente | Nominada  |

National Board of Review
| Año  | Reconocimiento              | Resultado |
| ---- | --------------------------- | --------- |
| 1933 | Diez mejores filmes del año | Incluida  |